# Campo de Mirra
Campo de Mirra (hiszp. wym. [ˈkam.po ðe ˈmi.ra]), el Camp de Mirra (walenc. wym. [el kam de ˈmi.ra]) – gmina w Hiszpanii, w prowincji Alicante, we wspólnocie autonomicznej Walencja, o powierzchni 21,82 km². W 2011 roku liczyła 444 mieszkańców.